# شهرستان نانژانگ
شهرستان نانژانگ (به لاتین: Nanzhang County) یک منطقهٔ مسکونی در چین است که در شیانگیانگ واقع شده‌است. شهرستان نانژانگ ۳٬۸۵۹ کیلومتر مربع مساحت و ۵۳۳٬۶۶۱ نفر جمعیت دارد.